# François-Joseph Fétis
Pour les articles homonymes, voir Fétis.
 (mai 2022).
Si vous disposez d'ouvrages ou d'articles de référence ou si vous connaissez des sites web de qualité traitant du thème abordé ici, merci de compléter l'article en donnant les références utiles à sa vérifiabilité et en les liant à la section « Notes et références ».
François-Joseph Fétis, né le 25 mars 1784 à Mons et mort le 26 mars 1871 à Bruxelles, est un compositeur, critique musical et musicographe belge. 

## Biographie
Ayant reçu sa formation musicale à Mons, puis au Conservatoire de Paris, il obtient le second prix au concours de l'Institut. 
En 1806, il épouse à Paris Adélaïde Robert, fille du révolutionnaire Pierre-François-Joseph Robert et de Louise-Félicité de Kéralio. Leur fils, Édouard (1812-1909), sera directeur de la Bibliothèque royale de Belgique.
Il occupe ensuite des fonctions d’enseignement dans le nord de la France, en particulier à Douai, avant d’obtenir en 1821 un poste au Conservatoire de Paris, pour enseigner le contrepoint et la fugue, en cette période Juan Crisóstomo de Arriaga fut son élève. À partir de 1826, il y est aussi bibliothécaire. Il démissionne de ces deux fonctions le 1er mai 1833.
Après avoir publié des articles dans diverses revues, il décide en 1827 de créer un hebdomadaire, la Revue musicale, qu’il rédige presque seul, accueillant toutefois les contributions occasionnelles de différents auteurs. 
En 1832, il regagne la Belgique, appelé par le roi à diriger le nouveau Conservatoire royal de Bruxelles. Devant la lourdeur de ses tâches, il effectue en 1834 un rapprochement avec la Gazette musicale de Paris pour former la Revue et gazette musicale de Paris sous la direction de Maurice Schlesinger.
Fétis a développé une importante activité d’historien de la musique. Dans ce domaine où il existait encore assez peu de documents, il a publié des livres assez généraux. Il est l’auteur d’un important répertoire de musiciens (1834), qu’il a rédigé presque seul également. Cette œuvre, régulièrement rééditée (1860, 1878…) et réimprimée pour la dernière fois en 2001, rend encore d’importants services aux musicologues, malgré ses erreurs et ses partis pris.
Il n’a pas été un compositeur très fécond ni très remarqué ; il est surtout connu pour des œuvres à caractère pédagogique, de la musique instrumentale et de la musique religieuse. Après la mort de Meyerbeer en 1864, il a revu son opéra L'Africaine.
Fétis a cédé sa bibliothèque personnelle d'environ 7 000 livres et partitions au royaume de Belgique : le « Fonds Fétis », conservé à la Bibliothèque royale de Belgique, a été réparti entre la section Musique, la Réserve précieuse et le Cabinet des estampes.
Il est inhumé au Cimetière de Bruxelles à Evere.

## Distinctions
- Grand officier de l'ordre de Léopold
- Officier de la Légion d'honneur
- Commandeur de l'ordre de la Couronne de chêne (Pays-Bas) (14 janvier 1859)[4] ;
- Chevalier de 3e classe de l'ordre de l'Aigle rouge, (Royaume de Prusse), 15 novembre 1845)[4].

## Honneurs
Quatre rues portent son nom, une à Etterbeek, une à Vilvoorde, une à Dinant et enfin une à Mons.

## Principaux ouvrages
- Galerie des musiciens célèbres, compositeurs, chanteurs et instrumentistes, contenant leurs portraits lithographiés par les meilleurs artistes, des fac-similés, et leurs notices biographiques, Paris, l'auteur, s. d.
- Manuel des compositeurs, directeurs de musique, chefs d'orchestre et de musique militaire, ou Traité méthodique de l'harmonie, des instruments, des voix et de tout ce qui est relatif à la composition, à la direction et à l'exécution de la musique, Paris, Maurice Schlesinger, 1837.
- Manuel des principes de musique, à l'usage des professeurs et des élèves de toutes les écoles de musique, particulièrement des écoles primaires (2e éd.), Paris, M. Schlesinger, s. d.
- Méthode élémentaire de plain chant. À l’usage des séminaires, des chantres et organistes, Paris, Veuve Canaux, Éditeur spécial de musique religieuse, 1846.
- Prospectus de le parfait organiste ou Traité complet de l’art de jouer de l’orgue, Revue Musicale, 6, 1829, p. 357-359.
- La musique mise à la portée de tout le monde : exposé succinct de tout ce qui est nécessaire pour juger de cet art, et pour en parler sans l'avoir étudié, Paris, 1830 (2e éd. : Paris, Paulin, 1834).
- M. Fétis, Specimen des caractères de musique gravés, fondus, composés et stéréotypés par les procédés de E. Duverger, précédé d'une notice sur la typographie musicale, Paris, imprimerie de E. Duverger, 1834 (BNF 43361779, lire en ligne).
- Curiosités historiques de la musique, complément nécessaire de La Musique mise à la portée de tout le monde, Paris, Janet & Cotelle, 1830.
- Biographie universelle des musiciens et bibliographie générale de la musique, Paris, 1834-1835 (2e édition : Paris, Firmin-Didot, 1860, reproduite en fac-similé : Paris, Tchou, coll. « Bibliothèque des introuvables », 2001, 5 vol., 5000 pages[5]).
- Biographie universelle des musiciens et bibliographie générale de la musique : Supplément et complément (en collaboration avec Arthur Pougin), vol. 1, Paris, Firmin-Didot, 1878 (lire en ligne).
- François-Joseph Fétis, « Philosophie de la musique », Revue musicale, no 52,‎ 28 décembre 1834, p. 409-411 (lire en ligne, consulté le 1er mars 2022).
- Méthode des méthodes de piano, ou Traité de l'art de jouer de cet instrument basé sur l'analyse des meilleurs ouvrages qui ont été faits à ce sujet, Paris, M. Schlesinger, 1840. Vol 1 et Vol. 2
- Méthode des méthodes de chant. Basée sur des principes des Écoles les plus célèbres de l’Italie et de la Frances. Suivie de 12 vocalises » Bruxelles, Frères Schott, 1869.
- Esquisse de l'histoire de l'harmonie considérée comme art et comme science systématique, Paris, Bourgogne et Martinet, 1840.
- Traité de contrepoint et de fugue contenant l’exposé analytique des règles de la composition musicale depuis deux jusqu’à huit parties réelles. Ouvrage divisé en deux parties, Paris, Maison de Musique du Conservatoire, 1824.
- Traité complet de la théorie et de la pratique de l'harmonie, Paris, Schlesinger, 1844. (7e édition, 1861).
- Traité de l’accompagnement de la partition sur le piano ou sur l’orgue, Paris, Pleyel et Compagnie Éditeurs de Musique, 1829.
- Traité du chant en chœur rédigé pour l’usage des directeurs d’écoles de musique, des chefs de chœur d’église, de théâtres et des concerts, Paris, 1837.
- Mémoire sur l'Harmonie Simultanée des Sons Chez les Grecs et les Romains, Paris, Aubri, 1859.
- Histoire générale de la musique depuis les temps les plus anciens jusqu'à nos jours, Paris, Firmin-Didot, 1869-1876, 5 vol.
- La musique mise à la portée de tout le monde, exposé succinct de tout ce qui est nécessaire pour juger de cet art, et pour en parler sans l’avoir étudié. Paris, Librairie musicale de E. Duverger, 1834.
- Leçons composées pour les Concours de Piano, Bruxelles, Conservatoire de Bruxelles, 1838-1857.
- Solfèges progressifs avec accompagnement de piano, précédés des principes de la musique, Paris, Maurice Schlesinger, 1834.

### Bases de données et dictionnaires
- Ressources relatives à la musique :   - International Music Score Library Project
  - AllMusic
  - Discography of American Historical Recordings
  - Discogs
  - MusicBrainz
  - Muziekweb
  - Operone
  - Répertoire international des sources musicales
- Ressources relatives aux beaux-arts :   - Académie des arts de Berlin
  - British Museum
- Ressource relative au spectacle :   - Les Archives du spectacle
- Ressource relative à la recherche :   - Isidore
- Notices dans des dictionnaires ou encyclopédies généralistes :   - Biographie nationale de Belgique
  - Britannica
  - Brockhaus
  - Deutsche Biographie
  - Gran Enciclopèdia Catalana
  - Hrvatska Enciklopedija
  - Internetowa encyklopedia PWN
  - Nationalencyklopedin
  - Proleksis enciklopedija
  - Store norske leksikon
  - Treccani
  - Universalis
  - Visuotinė lietuvių enciklopedija
- Notices d'autorité :   - VIAF
  - ISNI
  - BnF (données)
  - IdRef
  - LCCN
  - GND
  - CiNii
  - Espagne
  - Belgique
  - Pays-Bas
  - Pologne
  - Israël
  - NUKAT
  - Catalogne
  - Suède
  - Vatican
  - Australie
  - Norvège
  - WorldCat